# Подвин
Подвин (словен. Podvin) је насељено место у општини Жалец, Савињска регија, Словенија.

## Историја
До територијалне реорганизације у Словенији био је у саставу старе општине Жалец. Као самостално насеље, Подвин постоји од 1991. године. Настао је спајањем делова одвојених од насеља Готовље и Ложница при Жалцу.

## Становништво
У попису становништва из 2011. године, Подвин је имао 386 становника.
| Број становника према пописима | Број становника према пописима |
| ------------------------------ | ------------------------------ |
| 2002                           | 2011                           |
| 345                            | 386                            |

Напомена: Године 1991. настала спајањем делова издвојених од насеља Готовље и Ложница при Жалцу.